# Saint-Remy-le-Petit
Pour les articles homonymes, voir Saint-Remy.
Saint-Remy-le-Petit est une commune française, située dans le département des Ardennes en région Grand Est.

## Géographie
|                        | Bergnicourt         | Bergnicourt    |
| L'Écaille              | Saint-Remy-le-Petit | Bergnicourt    |
| Isles-sur-Suippe Marne |                     | Ménil-Lépinois |

La localité culmine en moyenne à 76 mètres.
Elle est traversée par la rivière La Retourne.

### Hydrographie
La commune est dans la région hydrographique « la Seine du confluent de l'Oise (inclus) à l'embouchure » au sein du bassin Seine-Normandie. Elle est drainée par la Retourne,.
La Retourne, d'une longueur de 45 km, prend sa source dans la commune de Leffincourt et se jette  dans l'Aisne à Neufchâtel-sur-Aisne, après avoir traversé 18 communes. 

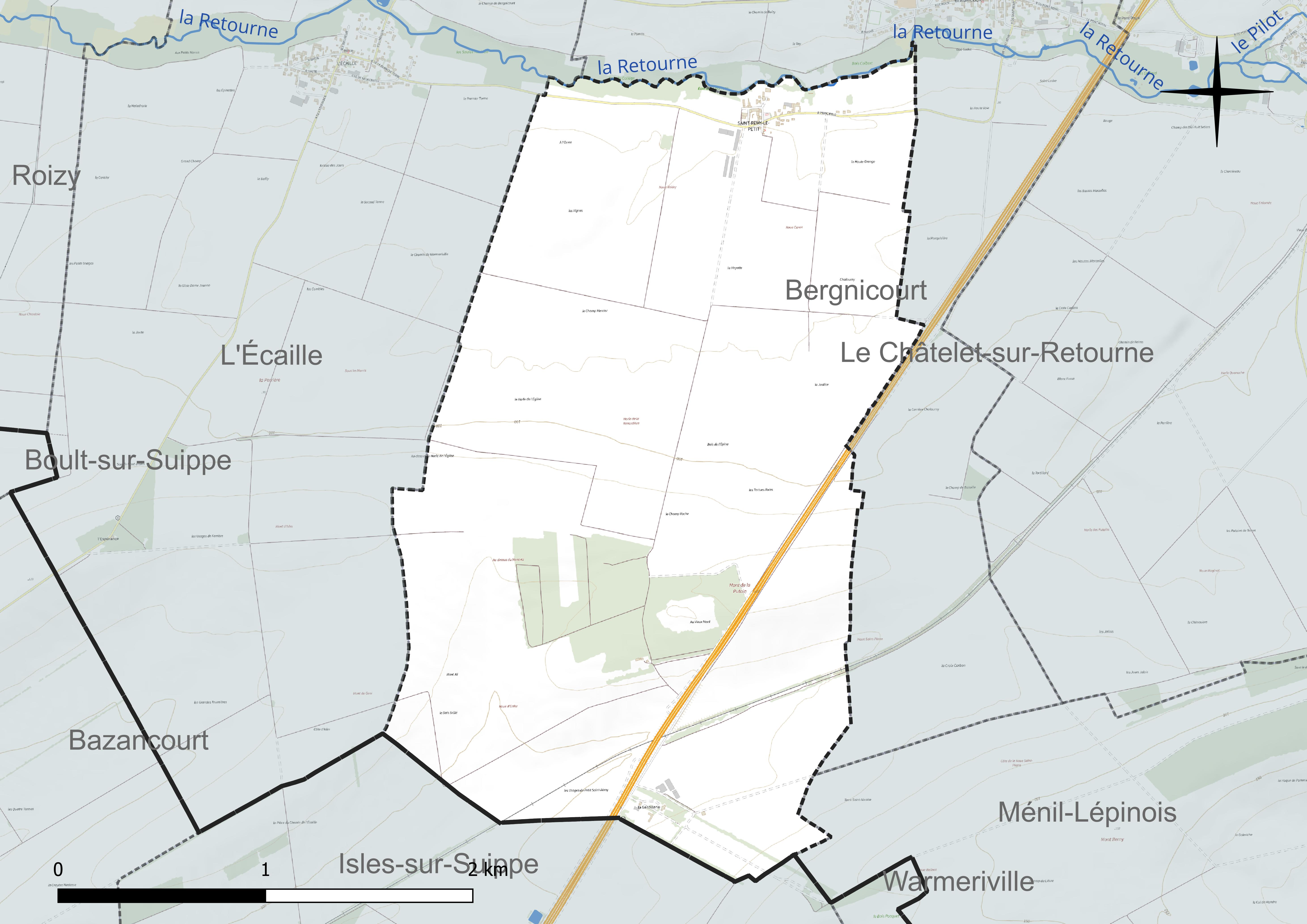
Réseau hydrographique de Saint-Remy-le-Petit.

### Climat
Pour des articles plus généraux, voir Climat du Grand Est et Climat des Ardennes.
En 2010, le climat de la commune est de type climat océanique dégradé des plaines du Centre et du Nord, selon une étude du Centre national de la recherche scientifique s'appuyant sur une série de données couvrant la période 1971-2000. En 2020, Météo-France publie une typologie des climats de la France métropolitaine dans laquelle la commune est exposée à un climat océanique altéré et est dans la région climatique  Nord-est du bassin Parisien, caractérisée par un ensoleillement médiocre, une pluviométrie moyenne régulièrement répartie au cours de l’année et un hiver froid (3 °C). 
Pour la période 1971-2000, la température annuelle moyenne est de 10,2 °C, avec une amplitude thermique annuelle de 15,4 °C. Le cumul annuel moyen de précipitations est de 705 mm, avec 11,6 jours de précipitations en janvier et 8,8 jours en juillet. Pour la période 1991-2020, la température moyenne annuelle observée sur la station météorologique de Météo-France la plus proche, « Juniville », sur la commune de Juniville à 11 km à vol d'oiseau, est de 10,8 °C et le cumul annuel moyen de précipitations est de 704,4 mm. 
La température maximale relevée sur cette station est de 41,3 °C, atteinte le 25 juillet 2019 ; la température minimale est de −22,1 °C, atteinte le 13 janvier 1968,,. 
Les paramètres climatiques de la commune ont été estimés pour le milieu du siècle (2041-2070) selon différents scénarios d'émission de gaz à effet de serre à partir des nouvelles projections climatiques de référence DRIAS-2020. Ils sont consultables sur un site dédié publié par Météo-France en novembre 2022.

## Urbanisme

### Typologie
Au 1er janvier 2024, Saint-Remy-le-Petit est catégorisée commune rurale à habitat très dispersé, selon la nouvelle grille communale de densité à 7 niveaux définie par l'Insee en 2022.
Elle est située hors unité urbaine. Par ailleurs la commune fait partie de l'aire d'attraction de Reims, dont elle est une commune de la couronne,. Cette aire, qui regroupe 294 communes, est catégorisée dans les aires de 200 000 à moins de 700 000 habitants,.

### Occupation des sols
L'occupation des sols de la commune, telle qu'elle ressort de la base de données européenne d’occupation biophysique des sols Corine Land Cover (CLC), est marquée par l'importance des territoires agricoles (90,9 % en 2018), une proportion sensiblement équivalente à celle de 1990 (91,2 %). La répartition détaillée en 2018 est la suivante : 
terres arables (90,9 %), forêts (9,1 %). L'évolution de l’occupation des sols de la commune et de ses infrastructures peut être observée sur les différentes représentations cartographiques du territoire : la carte de Cassini (XVIIIe siècle), la carte d'état-major (1820-1866) et les cartes ou photos aériennes de l'IGN pour la période actuelle (1950 à aujourd'hui).

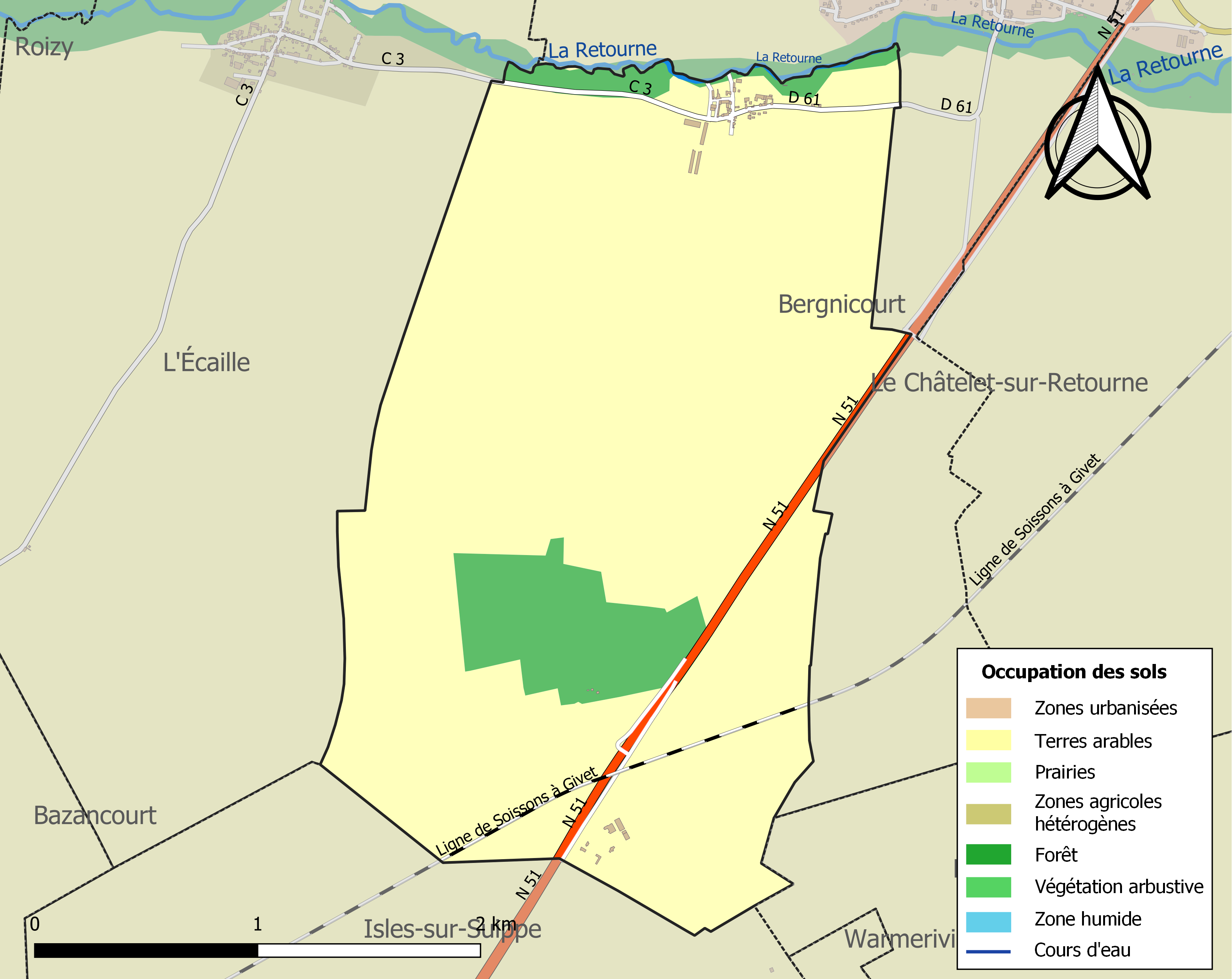
Carte des infrastructures et de l'occupation des sols de la commune en 2018 (CLC).

## Toponymie
Le nom de la localité est issu de la forme Sanctus Remigius Parvus (« Saint Remy le Mineur ») en 1237.
Saint-Remy est un hagiotoponyme qui fait référence à Remi de Reims qui baptisa le roi Clovis Ier, le 25 décembre d'une année comprise entre 496 et 506, avec 3 000 guerriers francs de son entourage.

## Politique et administration
| Période                                  | Période      | Identité                   | Étiquette | Qualité |
| ---------------------------------------- | ------------ | -------------------------- | --------- | ------- |
| avant 1844                               | 1848         | Jean Romain Bauda          |           |         |
| 1848                                     | 1849         | Jean Lelaurain             |           |         |
| 1852                                     | 1865         | Ponce Fortin               |           |         |
| 1865                                     | 1871         | François-Narcisse Baronnet |           |         |
| 1871                                     | après 1877   | Jean Romain Bauda          |           |         |
| 1959                                     | 30 juin 1970 | Fernand Deleam,            |           |         |
| 1970                                     | 1994         |                            |           |         |
| avant 1981                               | ?            | Bernard Hervois            |           |         |
| mars 1995                                | mars 2008    | Lionel Leroy               |           |         |
| mars 2008                                | 2014         | Myriam Lafontaine          |           |         |
| 2014                                     | mai 2020     | Nathalie Portal            |           |         |
| mai 2020                                 | En cours     | Grégory Graumer            |           |         |
| Les données manquantes sont à compléter. |              |                            |           |         |

## Démographie
L'évolution du nombre d'habitants est connue à travers les recensements de la population effectués dans la commune depuis 1793. Pour les communes de moins de 10 000 habitants, une enquête de recensement portant sur toute la population est réalisée tous les cinq ans, les populations de référence des années intermédiaires étant quant à elles estimées par interpolation ou extrapolation. Pour la commune, le premier recensement exhaustif entrant dans le cadre du nouveau dispositif a été réalisé en 2005.

En 2022, la commune comptait 55 habitants, en évolution de +27,91 % par rapport à 2016 (Ardennes : −2,97 %, France hors Mayotte : +2,11 %).
| 1793 | 1800 | 1806 | 1821 | 1831 | 1836 | 1841 | 1846 | 1851 |
| ---- | ---- | ---- | ---- | ---- | ---- | ---- | ---- | ---- |
| 70   | 74   | 78   | 97   | 115  | 123  | 107  | 110  | 116  |

| 1866 | 1872 | 1876 | 1881 | 1886 | 1891 | 1896 | 1901 | 1906 |
| ---- | ---- | ---- | ---- | ---- | ---- | ---- | ---- | ---- |
| 91   | 87   | 85   | 86   | 80   | 74   | 85   | 80   | 84   |

| 1911 | 1921 | 1926 | 1931 | 1936 | 1946 | 1954 | 1962 | 1968 |
| ---- | ---- | ---- | ---- | ---- | ---- | ---- | ---- | ---- |
| 76   | 61   | 71   | 72   | 61   | 68   | 61   | 59   | 62   |

| 1975 | 1982 | 1990 | 1999 | 2005 | 2006 | 2010 | 2015 | 2020 |
| ---- | ---- | ---- | ---- | ---- | ---- | ---- | ---- | ---- |
| 54   | 38   | 32   | 36   | 35   | 33   | 54   | 44   | 54   |

| 2022 | - | - | - | - | - | - | - | - |
| ---- | - | - | - | - | - | - | - | - |
| 55   | - | - | - | - | - | - | - | - |

## Lieux et monuments
- La petite clairière avec les jeux pour les enfants, le boulodrome et les tables de pique-nique.
- Église Saint-Remi de Saint-Remy-le-Petit.